# Hybocamenta ferranti
Hybocamenta ferranti är en skalbaggsart som beskrevs av Moser 1917. Hybocamenta ferranti ingår i släktet Hybocamenta och familjen Melolonthidae. Inga underarter finns listade i Catalogue of Life.